# Cherington (Gloucestershire)
Cherington – wieś i civil parish w Anglii, w Gloucestershire, w dystrykcie Cotswold. W 2011 civil parish liczyła 224 mieszkańców. Cherington jest wspomniana w Domesday Book (1086) jako Cerintone.